# Eriosyce napina
Espèce
Statut de conservation UICN

 VU B1ab(v) : Vulnérable
Statut CITES
Eriosyce napina est une espèce du genre Eriosyce et de la famille des Cactaceae. Son aire de répartition est au Chili (Huasco).

## Description
C'est une plante solitaire de forme aplatie,  atteignant 4 cm de diamètre.
L'épiderme est gris, les épines sont très courtes et sa racine est napiforme